# 電気化学ポテンシャル
電気化学ポテンシャル（でんきかがくポテンシャル、electrochemical potential）は、電荷を持つ粒子（イオンや電子など）の化学ポテンシャルのことである。電荷を持たない粒子の化学ポテンシャルと比べて、電気化学ポテンシャルには電位の寄与が付け加わっている。電気化学ポテンシャルは、その荷電粒子が存在する相の電位によって変化する。
エドワード・グッゲンハイムによって、特に電位を考慮しない通常の化学ポテンシャルと区別するために導入された。

## 定義

### 化学ポテンシャル
化学ポテンシャル{\displaystyle \mu }は、定温定圧の下ではギブズエネルギー差 ΔG を物質量 n で偏微分したもの、定温定積の下ではヘルムホルツエネルギー差 ΔH を物質量n で偏微分したものと定義される。
{\displaystyle \mu ={\frac {\partial \Delta G}{\partial n}}}

### 荷電粒子のギブス自由エネルギー
ある相に電荷{\displaystyle q}の粒子が物質量 nだけ存在しているとする。この荷電粒子系のギブス自由エネルギーは、「その荷電粒子を無限遠の真空からある相に持ち込むために必要な仕事（自由エネルギーの変化量）」と定義される。もし相の電位 φ が無限遠の真空と等しい（0 である）とすれば、荷電粒子のギブス自由エネルギーは、非荷電粒子のギブス自由エネルギーと同様に振舞うと考えられる。
ここで電位が存在すると考えると、純粋にそのクーロン力による仕事{\displaystyle q\phi }の分だけギブス自由エネルギーが増加する。
これらはあくまで仮説であるが、矛盾するような現象は今までに知られていないため受け入れられている。

### 電気化学ポテンシャル
荷電粒子のイオン価を z、ファラデー定数を F とすると、
{\displaystyle q/n=zF}
と表せることから、電気化学ポテンシャルは次で定義される。
{\displaystyle {\bar {\mu }}={\frac {\partial \Delta G}{\partial n}}=\mu +zF\phi }
電場のある状況では、この電気化学ポテンシャル{\displaystyle {\bar {\mu }}} が物理的に意味のある化学ポテンシャルである

### 多成分系
多成分系での化学ポテンシャルは、標準状態の化学ポテンシャル μ* と活量 a を含む項の和で表される。
よって気体定数を Rとすると、電気化学ポテンシャル{\displaystyle {\bar {\mu }}}は次で定義される。
{\displaystyle {\bar {\mu }}={\frac {\partial \Delta G}{\partial n}}=\mu ^{*}+RT\ln a+zF\phi }
多成分系の電気化学ポテンシャルは電位が異なる相間での化学平衡を論じるのに使用される。